# Karl Ludwig von Ficquelmont
Il Conte Karl Ludwig von Ficquelmont (Castello di Dieuze presso Nancy, 23 marzo 1777 – Venezia, 7 aprile 1857) è stato un generale e politico austriaco.

## Biografia
Karl Ludwig von Ficquelmont derivava da una famiglia dell'antica aristocrazia lorenese (infatti il suo nome si trova scritto anche in varianti francesi come Charles Louis de Ficquelmont). Egli entrò ancora giovane a far parte della armate imperiali in Austria, dove ascese nel 1809 al grado di colonnello nelle armate guidate dall'Arciduca Ferdinando d'Asburgo-Este. Tra il 1811 ed il 1812 si distinse a fianco degli insurrezionalisti spagnoli contro Napoleone Bonaparte che nel 1808 aveva invaso la Spagna. Nel 1814 venne promosso Maggiore Generale e nel 1815 si recò a Lione per sedare delle rivolte bonapartiste contro la restaurazione monarchica. Nel 1815, inviato a Stoccolma, egli convinse Bernadotte a riunirsi alla sesta coalizione.
Dopo la fine delle guerre di liberazione fu inviato in molte missioni diplomatiche all'estero.
Nel 1816, fu mandato ambasciatore alla corte del Granduca Ferdinando III di Toscana a Firenze.
Nel 1820, fu chiamato a Napoli per gestire l'occupazione militare ed assicurare la preminenza austriaca nel regno. Esercitò una grande influenza sul re Ferdinando I delle Due Sicilie. Con la sua giovane sposa Dolly, rinomata per la sua bellezza, furono le stelle dell'alta società napoletana.
Nel 1829 divenne ambasciatore a San Pietroburgo e uno dei fattori più influenti della politica di Metternich sullo Zar Nicola I di Russia.
Nel 1830 venne nominato Luogotenente Feldmaresciallo e nel 1831 divenne proprietario di un reggimento di dragoni.
Richiamato a Vienna nel 1838 per dirigere il ministero degli affari esteri, fu nominato ministro dell'Impero, di stato, della conferenza e dell'esercito nel 1840; divenne feldmaresciallo nel 1843.
Nel 1847, fu mandato a Milano come Cancelliere e principale consigliere dell'arciduca Ranieri Giuseppe d'Asburgo-Lorena, viceré del Regno Lombardo-Veneto.
Il 20 marzo 1848 venne messo a capo del consiglio di guerra aulico dell'Impero, il che lo rese il comandante di tutte le truppe austriache, rimanendo in carica sino al 19 aprile di quell'anno, quando la carica venne definitivamente soppressa, passando direttamente nelle mani dell'Imperatore, al quale rimase sino al 1918. In seguito venne nominato Primo Ministro dell'Impero, succedendo a Franz Anton von Kolowrat-Liebsteinsky.
Nel 1852, in riconoscimento dei servizi resi, fu nominato, da Francesco Giuseppe I d'Austria, cavaliere del Toson d'oro, uno dei più prestigiosi ordini cavallereschi dell'impero.
Ritiratosi in seguito a vita privata, visse dapprima nel suo palazzo di Vienna e poi a Venezia dove morì il 7 aprile 1857 nel suo palazzo di Dorsoduro.

## Famiglia
I conti di Ficquelmont sono un'antica famiglia dell'alta nobiltà lorenese dispersa attraverso l'Europa per la Rivoluzione francese. Dal 1815 ne esisterono tre rami: il conte Karl Ludwig rimase nell'Impero austriaco, i suoi nipoti, conti Marie de Ficquelmont, rientrarono  in Francia, ed i suoi cugini, conti de Ficquelmont di Vyle, si stabilirono nei Paesi Bassi.
Il conte Karl Ludwig sposò nel 1821, la contessa russa-baltica Dolly von Tiesenhaussen, nipote del maresciallo principe Kutuzov ed ereditiera della più importante famiglia di nobili tedeschi del Baltico. Dolly era ritenuta essere una della più belle donne dell'Europa, al punto che i napoletani cambiarono il celebre proverbio in: «Vedi Napoli, la Ficquelmont e poi muori! ». La coppia ebbe solamente una figlia, la contessa Elisabetta Alexandrine di Ficquelmont, principessa Clary-und-Aldringen, che sposò nel 1841 il principe austro-boemo Edmund Clary-und-Aldringen.

## Opere
- Deutschland, Österreich und Preußen. Wien (1851)
- Lord Palmerston, England und der Kontinent. 2 Bde. Wien (1852)
- Russlands Politik und die Donaufürstentümer. Wien (1854)
- Zum künftigen frieden. Wien (1856)

## Fonti
- Karl Ludwig von Ficquelmont. In: Allgemeine Deutsche Biographie (ADB). Band 7, Duncker & Humblot, Leipzig 1877, S. 1.
- Artikel Karl Ludwig von Ficquelmont im Österreich-Lexikon von aeiou
- Ficquelmont, Karl Ludwig, in Constant von Wurzbach, Biographisches Lexikon des Kaiserthums Oesterreich, 4. Band, Wien 1858.